# Putignano
Putignano ist eine süditalienische Gemeinde (comune) in Apulien.

## Geografie
Die Gemeinde hat 25.851 Einwohner (Stand 31. Dezember 2023). Sie liegt in der Metropolitanstadt Bari, etwa 50 Kilometer südöstlich von Bari und etwa 65 Kilometer nördlich von Tarent.

## Geschichte
Das Gemeindegebiet liegt im Zentrum des antiken Peuketien. Die Gegend war stark durch die griechische Kultur beeinflusst. Um 1000 fiel das Gebiet an das Benediktinerkloster in Monopoli. Im Laufe der Jahrhunderte wechselten die Herren von Putignano mehrfach.
Seit 1394 wird in Putignano Karneval gefeiert. Es handelt sich dabei um die älteste Karnevalstradition in Italien.

## Verkehr
Putignano ist über die Strada Statale 172 und die Strada Statale 377 erreichbar.
Der Ort besitzt einen Bahnhof an der Bahnstrecke Bari–Martina Franca–Taranto.

## Persönlichkeiten
- Vincenzo Silvano Casulli (1944–2018), Amateurastronom und Entdecker von Asteroiden
- Giada Babbo (* 1997), Handballspielerin

## Wissenswertes
Nach Putignano wurde der Asteroid (7665) Putignano benannt.